# آرفون
آرفون (به فرانسوی: Arfons) یک کمون در فرانسه است که در canton of Dourgne واقع شده‌است. آرفون ۴۰٫۷۱ کیلومتر مربع مساحت دارد ۶۵۹ متر بالاتر از سطح دریا واقع شده‌است.